# Kanton Bourguébus
Der Kanton Bourguébus war von 1801 bis 2015 ein französischer Wahlkreis im Département Calvados und in der damaligen Region Basse-Normandie. Er umfasste 24 Gemeinden im Arrondissement Caen; sein Hauptort (frz.: chef-lieu) war Bourguébus. Die landesweiten Änderungen in der Zusammensetzung der Kantone brachten im März 2015 seine Auflösung. Letzter Vertreter im Generalrat des Départements war seit 1994 durchgehend Jean-Claude Carabeufs. 

## Geschichte
Der Kanton wurde am 4. März 1790 im Zuge der Einrichtung der Départements als Teil des damaligen „District de Caen“ gegründet. Mit der Schaffung der Arrondissements am 17. Februar 1800 wurde der Kanton als Teil des damaligen Arrondissements Caen neu zugeschnitten.

## Gemeinden
| Gemeinde                  | Einwohner (Stand: 2013) | Code postal | Code Insee |
| ------------------------- | ----------------------- | ----------- | ---------- |
| Airan                     | 679                     | 14370       | 14005      |
| Bellengreville            | 1.558                   | 14370       | 14057      |
| Billy                     | 377                     | 14370       | 14074      |
| Bourguébus                | 1.690                   | 14540       | 14092      |
| Cesny-aux-Vignes          | 459                     | 14270       | 14149      |
| Chicheboville             | 507                     | 14370       | 14158      |
| Clinchamps-sur-Orne       | 1.131                   | 14320       | 14164      |
| Conteville                | 100                     | 14540       | 14176      |
| Fontenay-le-Marmion       | 1.747                   | 14320       | 14277      |
| Frénouville               | 1.960                   | 14630       | 14287      |
| Garcelles-Secqueville     | 797                     | 14540       | 14294      |
| Grentheville              | 872                     | 14540       | 14319      |
| Hubert-Folie              | 352                     | 14540       | 14339      |
| Laize-la-Ville            | 691                     | 14320       | 14349      |
| May-sur-Orne              | 1.800                   | 14320       | 14408      |
| Moult                     | 2.179                   | 14370       | 14456      |
| Ouézy                     | 229                     | 14270       | 14482      |
| Poussy-la-Campagne        | 101                     | 14540       | 14517      |
| Rocquancourt              | 833                     | 14540       | 14538      |
| Saint-Aignan-de-Cramesnil | 536                     | 14540       | 14554      |
| Saint-André-sur-Orne      | 1.807                   | 14320       | 14556      |
| Saint-Martin-de-Fontenay  | 2.575                   | 14320       | 14623      |
| Soliers                   | 2.164                   | 14540       | 14675      |
| Tilly-la-Campagne         | 130                     | 14540       | 14691      |

## Bevölkerungsentwicklung
| 1962 | 1968   | 1975   | 1982   | 1990   | 1999   | 2006   | 2011   |
| ---- | ------ | ------ | ------ | ------ | ------ | ------ | ------ |
| 9983 | 10.604 | 12.361 | 14.487 | 17.568 | 19.432 | 22.339 | 24.285 |